# Calabar (Stadt)

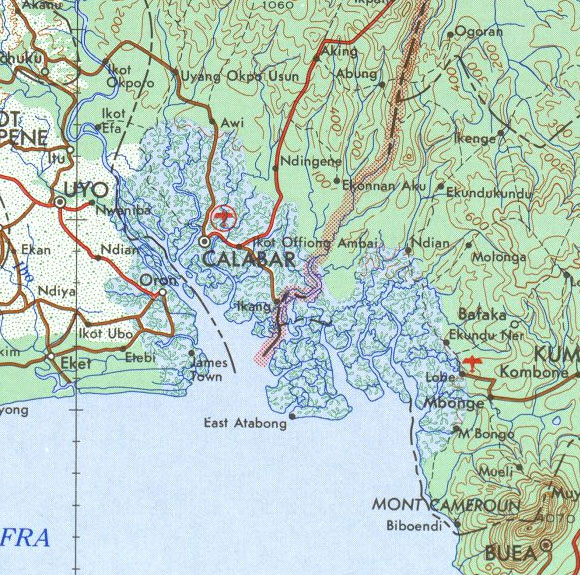
Calabar im Cross-River Delta

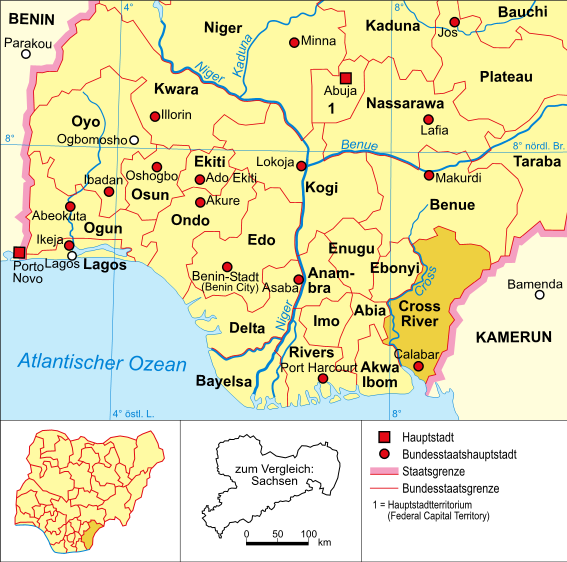
Lage Calabars im Südosten Nigerias

Calabar ist eine Hafenstadt in Nigeria mit 685.000 Einwohnern und die Hauptstadt des Bundesstaats Cross River. Sie liegt am Fluss Calabar, einem Zufluss des Cross River. In der Stadt gibt es eine Universität, eine Kommandozentrale der nigerianischen Marine, einen geschichtsträchtigen Hafen und einen internationalen Flughafen. Bekannt ist Calabar für seinen im Dezember (der Trockenzeit) stattfindenden Karneval. Die über 500 Jahre alte Stadt rühmt sich, die sauberste und (zusammen mit wenigen anderen Orten) sicherste Gemeinde in Nigeria zu sein.

## Geschichte

### Hafenstadt seit 1480, transatlantischer Sklavenhandel
Die Siedlungen der Efik am Calabar-Fluss, aus denen die heutige Stadt Calabar hervorging, wurden seit 1480 von portugiesischen Seeleuten angelaufen, die längs der afrikanischen Westküste vorstießen, um den Seeweg nach Indien zu finden. Wegen der günstigen natürlichen Bedingungen – das Calabar-Delta bot gute Ankerplätze – war Calabar schon im 16. Jahrhundert ein wichtiger Handelshafen im transatlantischen Schiffsverkehr. Die Europäer versorgten sich hier mit Nahrungsmitteln und Frischwasser.
Im 17. Jahrhundert wurde der Sklavenhandel zur wichtigsten Einkommensquelle der Bewohner von Calabar. Die Efik kauften Menschen aus dem Binnenland des heutigen Nigeria, die sie gegen europäische Waren eintauschten. Seit dem späten 17. Jahrhundert war Calabar der größte Sklavenhandelsplatz in Afrika. Schätzungsweise ein Viertel bis ein Drittel der nach Amerika verbrachten Afrikaner kamen über Calabar. Der Handel mit Sklaven wurde hier anders als in anderen Häfen von den Einheimischen kontrolliert. Bis Mitte des 19. Jahrhunderts verhinderten die Efik die Gründung europäischer Stützpunkte am Calabar-Fluss. Im Nahbereich der heutigen Stadt rivalisierten bis Mitte des 18. Jahrhunderts hinein drei von den Europäern Creek-Town, Old-Town und New-Town genannte Städte um Macht und um die Vorherrschaft im Handel mit den Europäern. Ihre Könige führten mehrfach Kriege gegeneinander. Die Könige und führenden Familien der drei Städte übernahmen auf kultureller Ebene viel von ihren europäischen Handelspartnern. Sie lebten in Holzhäusern europäischer Bauart, trugen europäische Kleidung und ließen sich Einrichtungsgegenstände, Werkzeuge und Waffen aus Europa bringen. Viele Angehörige der Oberschicht beherrschten die englische Sprache. Manche hatten in England Schulen besucht. Ihrer traditionellen Religion blieben die Efik bis Mitte des 19. Jahrhunderts treu.

### Missionare, Zivilisation
Nach dem Verbot des Sklavenhandels 1807 behielt Calabar seine Bedeutung als Hafen. Es wurden nun vor allem Erzeugnisse der in der Region hoch entwickelten Plantagenwirtschaft ausgeführt.
1846 errichteten die schottischen Presbyterianer eine Missionsstation in Calabar. Unter den Missionaren hervorzuheben sind Hope Waddell, der in Calabar von 1845 bis 1858 wirkte und Mary Slessor, die sich von 1876 bis 1915 in Calabar für die Verbreitung des Christentums engagierte. Beide setzten sich aber auch für folgende Punkte ein:
- Abschaffung der Tradition, neugeborene Zwillinge zu töten,
- Abschaffung der Menschenopfer beim Ableben von Dorfältesten (um diesen im Jenseits dienen zu können)[7],
- Abschaffung der Justizpraxis, Verdächtige durch Trinken von Gift zu „überführen“ (siehe Gottesurteil),
- Gründung einer Schule mit Sekundarstufe,
- Eingrenzen von Gelbfieber.

Waddell und Slessor werden auch heute in Calabar geehrt; Straßen und Plätze von Calabar sind nach ihnen benannt. In den folgenden Jahrzehnten traten unter ihrem Einfluss viele Efik zum Christentum über.
Am 10. September 1884 unterzeichnete Königin Victoria einen Schutzvertrag mit dem König und den Häuptlingen von Akwa Akpa, das den Europäern als Alt-Calabar bekannt war. Dies ermöglichte es dem Vereinigten Königreich, die Kontrolle über das gesamte Gebiet um Calabar, einschließlich Bakassi, auszuüben. Calabar war der Sitz des Gouverneurs des Niger Coast Protectorate bis 1906, als der Regierungssitz nach Lagos verlegt wurde.
Calabar entwickelte sich früher, wenn auch weniger stürmisch als Lagos, mit dem es wegen einiger Parallelen gelegentlich verglichen wird. Calabar weist darum folgende Errungenschaften auf:
- Erste nigerianische Stadt mit einer Schule mit Sekundarstufe (die Hope Waddell Training Institution)[7],
- erste nigerianische Stadt mit einem Krankenhaus (St. Margaret),[11]
- erste nigerianische Apothekerin,[10]
- erste nigerianische Politikerin (Margaret Ekpo),[10]
- erste nigerianische Bibliothekarin,[10]
- erster dunkelhäutiger Professor (Eyo Ita),[11]
- erste nigerianische Stadt mit einem Postamt,[10]
- erste nigerianische Stadt mit einer Kaserne,[11]
- erste nigerianische Stadt mit einem Netz von asphaltierten Straßen,[11]
- erste nigerianische Stadt mit einem Botanischen Garten (heute verfallen),[11]
- erste nigerianische Stadt mit einer Monorail (heute ebenfalls verfallen),[11]
- „Nigerias sauberste Stadt“.[10]

### Kolonialzeit nach dem Ersten Weltkrieg
Von 1914 bis in die 60er Jahre lief monatlich ein Postdampfer der Liverpooler Elder-Dempster-Linie Calabar an und lieferte, außer Briefen und Paketen, auch Zeitungen, Cargo und bis zu 100 Passagiere nach Lagos, Port Harcourt und Calabar. 
1922 richtete der britische Gouverneur Hugh Clifford den Legislativrat ein. Die vier gewählten Mitglieder stammten aus Lagos (3) und Calabar (1). Der Legislativrat erließ Gesetze für die Kolonie und das Protektorat Südnigeria. Er genehmigte auch den Jahreshaushalt für das gesamte Land. Die vier gewählten Mitglieder waren die ersten Afrikaner, die in ein parlamentarisches Gremium in Britisch-Westafrika gewählt wurden. Die Clifford-Verfassung führte entsprechend zur Bildung politischer Parteien in Nigeria. Herbert Macaulay, Besitzer der ersten Zeitung in Britisch-Westafrika und Enkel von Samuel Ajayi Crowther, gründete 1923 die erste nigerianische politische Partei – die Nigeria National Democratic Party. Sie blieb in den Wahlen bis 1939 die stärkste Partei.
In den 1920er Jahren erschienen in Calabar die ersten lokalen Zeitungen. Führend war dabei der Verleger Herbert Macauley. Er vertrat einen gemäßigten nigerianischen Nationalismus.
In der gleichen Zeit begann die Elder-Dempster-Gesellschaft in Liverpool, mit ihren Postdampfern MS Apapa und MS Accra einmal im Monat auch Calabar anzulaufen. Auf diese Weise gelangten Briefe, Pakete, Zeitungen, Cargo, aber auch Kolonialoffiziere, Kolonialbeamte und Geschäftsreisende vom britischen Mutterland ins Nigerdelta, b.z.w. umgekehrt.
1926 versuchte der Gouverneur Graeme Thomson, im Südosten Nigerias, darunter Calabar, eine Kopfsteuer einzuführen. Dies führte zu dem, was Nigerianer den  „Frauenkrieg“ und die Briten  „Aba Riots“ nennen. Diese Unruhen schlugen von der Nachbarstadt Aba auch auf Calabar über. Mehrere Verwaltungsgebäude wurden vernichtet, über 50 Frauen starben durch die Hand der kolonialen Ordnungskräfte.

### Biafra-Krieg
Calabar war zuerst Teil der Republik Biafra. Im Oktober 1967 verließ eine Armada der nigerianischen Marine auf einer Seekampagne den Hafen von Bonny auf dem Weg nach Calabar. An Bord der Schiffe befanden sich die schwer bewaffneten Truppen der nigerianischen 3. Marinedivision unter dem Kommando von Oberst Benjamin Adekunle. Zu dieser Zeit wurde Calabar vom 9. Bataillon der Biafraner unter dem Kommando von Major Ogbo Oji verteidigt, der für die Verteidigung der gesamten Südostküste Biafras von Opobo bis zur Grenze zu Kamerun verantwortlich war. Am 17. Oktober gerieten die biafrikanischen Verteidigungsanlagen an den Stränden von Calabar unter schweren Luft- und Seebeschuss. Weniger als 24 Stunden später ging das nigerianische 8. Bataillon unter dem Kommando von Major Ochefu in Lokoja an Land und konnte die Zementfabrik von Calabar einnehmen. Später am selben Tag landete das nigerianische 33. Bataillon am Strand von Calabar, darunter auch Oberst Adekunle selbst. Der kleine, aber hartnäckige biafranische Widerstand wurde überwältigt, doch gelang es ihm, die Kontrolle über bestimmte Teile von Calabar und seiner Umgebung zu behalten. Nachdem nigerianische Truppen von drei verschiedenen Positionen aus nach Calabar vorgedrungen waren, kam es zu blutigen Nahkämpfen. Nachdem sie ungewöhnlich hohe Verluste erlitten hatten, zogen sich die verbliebenen Söldner nach Norden zurück und flohen aus Biafra.
Als alter florierender Handelsplatz und administratives Zentrum blieb Calabar ein bedeutender Ort für die Entwicklung des modernen Nigeria.

## Wirtschaft
Die heutige Wirtschaft der Millionenstadt Calabar wird geprägt durch:
- die ansässige Verwaltung als Landeshauptstadt von Cross River,
- den zentral gelegenen Marinestützpunkt (Nigerias Marine ist die stärkste in West- und Zentralafrika),
- den Hafen (siehe unten),
- den Flughafen (siehe unten) und
- die Freihandelszone.

Die Landesregierung von Cross River versucht, den Tourismus in Calabar zu beleben. Die Initiierung des Calabar Carneval 2004 durch den damaligen Gouverneur Donald Duke ist dabei mutmaßlich die erfolgreichste Maßnahme zur Stimulierung des Tourismus in Calabar.

## Verkehr

### Flughafen Margaret Ekpo
Der Internationale Flughafen Margaret Ekpo wurde 1983 vom damaligen Präsidenten Shagari eingeweiht. Lufthansa, British Airways und KLM/Air France fliegen den Flughafen von Calabar mit Zwischenstopp in Lagos oder Abuja an (der letzte Streckenabschnitt des Fluges läuft unter der Regie der regionalen Airlines Air Peace, Ibom Air und Aero Contractors).

### Der Alte Hafen und der Neue Hafen
Der Hafenkomplex von Calabar besteht aus dem Alten Hafen, dem Neuen Hafen und der Werft und hat die Zuständigkeit für die Erdölterminals in Antan, Odudu, Yoho und QuaIboe sowie für weitere Anlegestellen in NIWA, McIver, NNPC, ALSCON, Dozzy und Northwest. Die drei Terminals des Hafens von Calabar werden laut Hafenbetreibergesellschaft NPA von „Weltklasse-Terminalbetreibern betrieben, nämlich: ECM Terminal Ltd, INTELS Nigeria Ltd und Shoreline Logistics Nigeria Limited“.
Das Profil des Hafens von Calabar in der Öl- und Gasindustrie gewinnt schnell an Bedeutung, da das Geschäft darin besteht, die Import- und Exportmöglichkeiten auszuschöpfen, indem man ein effizientes Hafendienstleistungssystem anbietet, das eine schnelle Abfertigungszeit der Schiffe und eine schnellere Frachtabfertigung garantiert.
Calabar ist eine Mehrzweckanlage. Der Hafen besteht aus 2 Terminals, A und B, und 2 kleineren Liegeplätzen im Bereich des „Alten Hafens“. Er hat einen Kanaltiefgang von 7,5 m. Die Terminals werden von privaten Betreibern im Rahmen von Konzessionsverträgen betrieben. Terminal B, das 80 % der Hafenfläche einnimmt, wird im Rahmen einer Konzession von ECM Terminals Ltd. betrieben; Intels LTD und Addak sind die anderen Terminalbetreiber.

## Sehenswürdigkeiten
Calabar sieht sich selbst als die „Tourismus-Hauptstadt von Nigeria“. Dies wird von der zuständigen Landesregierung unterstützt.

### Museen

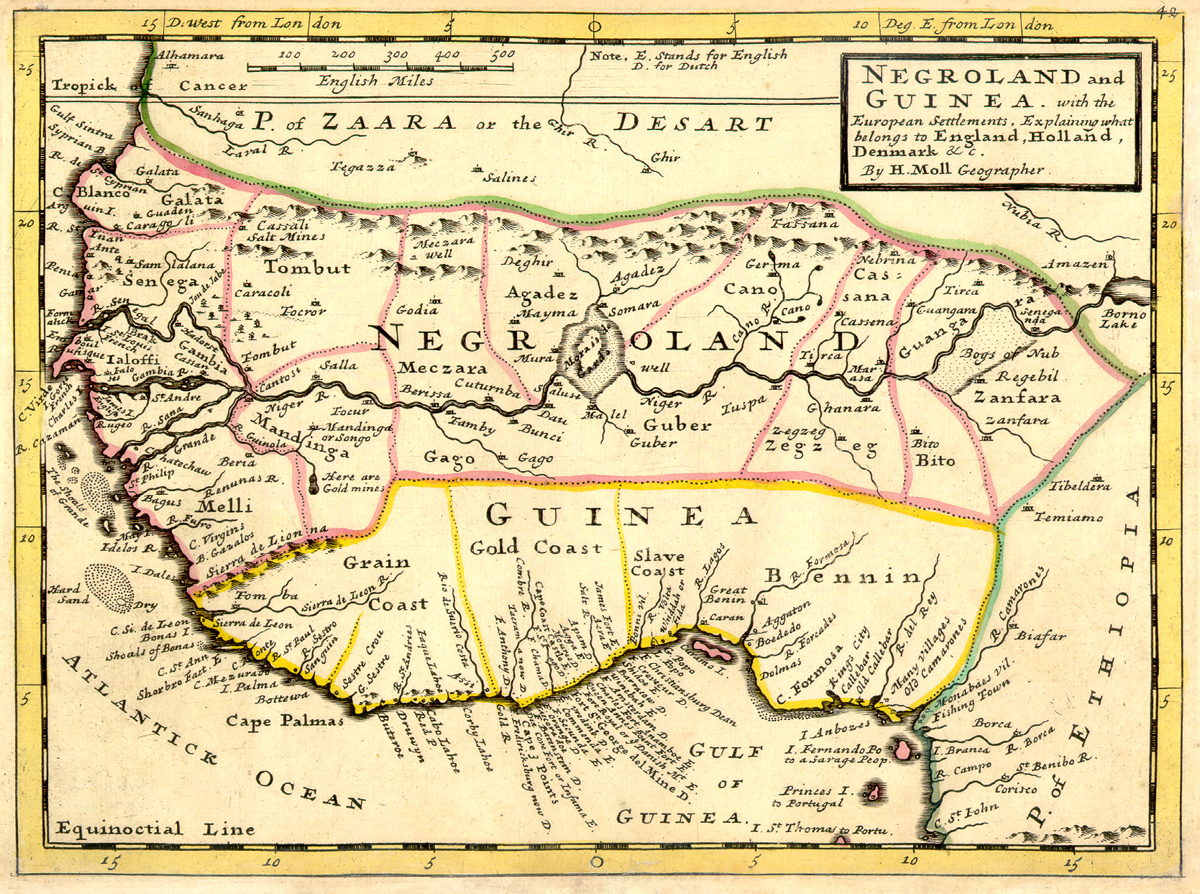
Westafrika auf einer Karte von 1736; Cal(l)abar wird bereits erwähnt, Lagos dagegen nur als Fluss (R. Lagos)

Calabar ist eine der traditionsreichsten Städte in Nigeria (siehe nebenstehende Landkarte von 1736, das heutige Calabar entspricht dem damals bereits „Old Callabar“ genannten Ort, das heutige Port Harcourt entspricht dem in der Karte verzeichneten „Callabar“; der wahre Verlauf des Niger ist europäischen Kartografen noch bis 1841 unbekannt, wie an der Karte leicht zu erkennen ist). 
Dies merkt man auch an der hohen Anzahl von Museen, Monumenten und historischen Orten in der Hafenstadt.

#### Slave History Museum
Das Slave History Museum ist ein Museum in der nigerianischen Stadt Calabar, die ein wichtiger Umschlagplatz für den afrikanischen Sklavenhandel war.
Zu den fünf Hauptexponaten des Museums gehört der Esuk-Mba-Sklavenmarkt in Akpabuyo. Der Sklavenhandel in Calabar beruhte auf Sklavenüberfällen und -handel, der hauptsächlich im Hinterland stattfand, wo die Versklavten größtenteils Kriegsgefangene waren oder manchmal von ihren Eltern in der Hoffnung verkauft wurden, dass sie anderswo ein lukrativeres Leben finden würden. Die Kriegsgefangenen wurden auf diesem Markt gesammelt und als Sklaven an Sklavenhändler verkauft.
Eine weitere Ausstellung zeigt Gegenstände aus dem Sklavenhandel, darunter Ketten und Fesseln. Sklavenhändler benutzten Fesseln, um Sklaven zu kontrollieren, und mit Hilfe dieser Ketten verhinderten die Händler Widerstand, während sie so viele Menschen wie möglich über weite Strecken transportierten.
Eine Ausstellung über die Beschaffung von Sklaven zeigt die verschiedenen Zahlungsmittel des Sklavenhandels, von Kupferbarren, Manilas und dänischen Gewehren bis hin zu Messingglocken, Gongs, Flöten und mehr. Der Sklaventransport zeigt einen künstlerischen Eindruck von der Anordnung der Sklaven auf einem Schiff. Die Sklaven sind in verschiedenen Positionen angeordnet, je nachdem, wo sie auf dem Schiff untergebracht waren, entweder sitzend, stehend oder nebeneinander. Diese Positionen wurden beibehalten, bis die Schiffe ihr Ziel in der Neuen Welt erreichten – eine Überfahrt, die mehrere Monate dauern konnte.
Eine Ausstellung über die Abschaffung der Sklaverei schließlich zeichnet die Bemühungen von Abolitionisten wie William Wilberforce, Thomas Clarkson und Granville Sharp nach, die den Sklavenhandel als moralisch verwerflich und als eine Frage der natürlichen Rechte betrachteten. Im späten 18. und frühen 19. Jahrhundert vertraten diese Männer die Ansicht, dass die Abschaffung des transatlantischen Sklavenhandels die Lage der bestehenden Sklaven erheblich verbessern würde. Zu diesem Zweck legten sie zwölf Vorschläge zur Abschaffung vor. In einem britischen Gesetz zur Abschaffung des Sklavenhandels vom 25. März 1807 wurde schließlich festgelegt, dass der Sklavenhandel ab dem 1. Mai 1807 gesetzlich abgeschafft werden sollte.
Der Daily Trust Nigeria berichtet vom Verfall des Museums. Der negative Bericht könnte jedoch der damals grassierenden Covid-Welle geschuldet sein.

#### National Museum bzw. Old Residency Museum

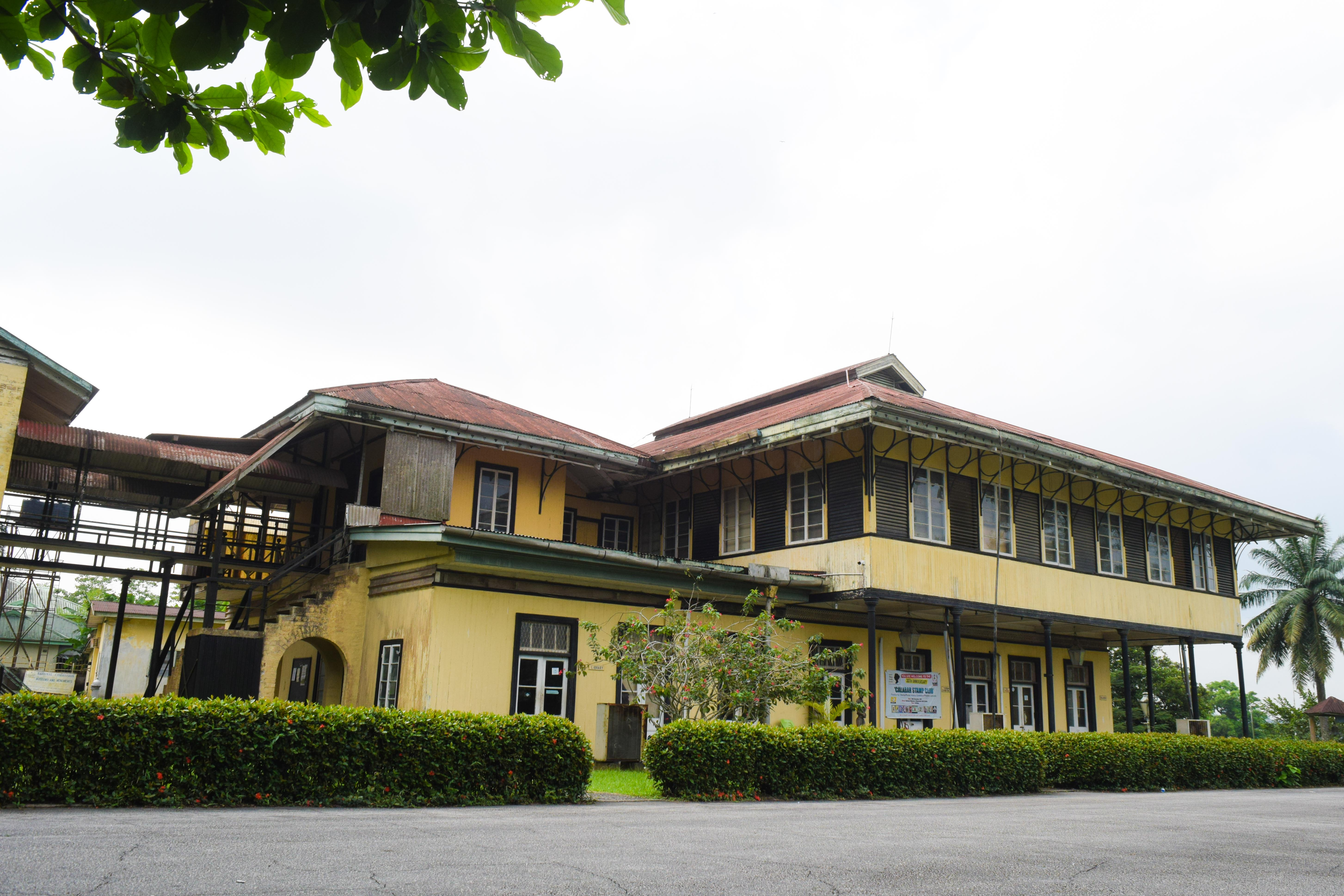
National Museum Calabar

Das Nationalmuseum von Calabar wurde 1884 errichtet (es wird gelegentlich fälschlicherweise 1959 als Baujahr angegeben). Es war früher das Regierungsgebäude resp. der Sitz des Gouverneurs während der Kolonialherrschaft, das in Großbritannien gebaut und dann in Teilen nach Calabar verschifft wurde. Das Nationalmuseum Calabar besteht aus altem skandinavischem Kiefernholz und bewahrt seit Jahrhunderten alte Relikte, vor allem Dokumente, Einrichtungsgegenstände und Artefakte aus der Kolonialzeit. 1959 wurde das Gebäude ein Nationalmonument.

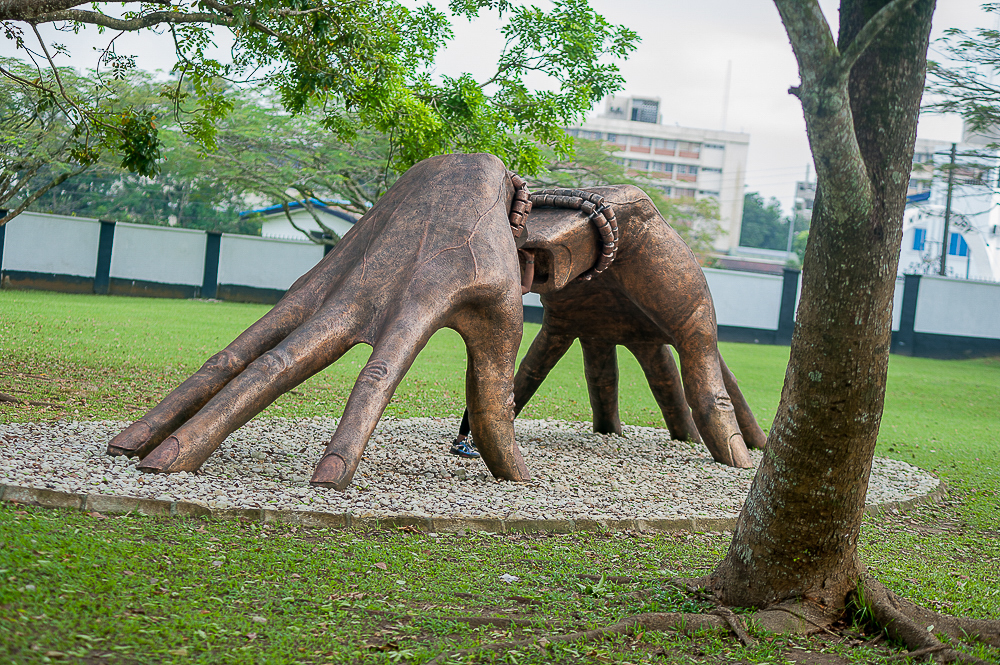
Die Handskulptur von Calabar

Es beherbergt die Relikte des Sklavenhandels, darunter die Namen der Menschen, die den Sklavenhandel unterstützten, und die Währung des Sklavenhandels. Das Nationalmuseum Calabar, das von den Kolonialherren in Glasgow entworfen und gebaut wurde, beherbergt Souvenirs aus dem Sklavenhandel.
Bei einem Rundgang durch das Museum kann man die Einrichtungsgegenstände besichtigen, die die Europäer während des Sklavenhandels und der Kolonialzeit benutzten. Außerdem kann man die Verfassungen in ihren Originaldokumenten besichtigen, die in einer großen Bibliothek aufbewahrt werden.
Calabars eindrucksvollstes Monument steht im Park des Nationalmuseums. Es stellt zwei gekettete Hände dar.

#### Mary Slessor's House

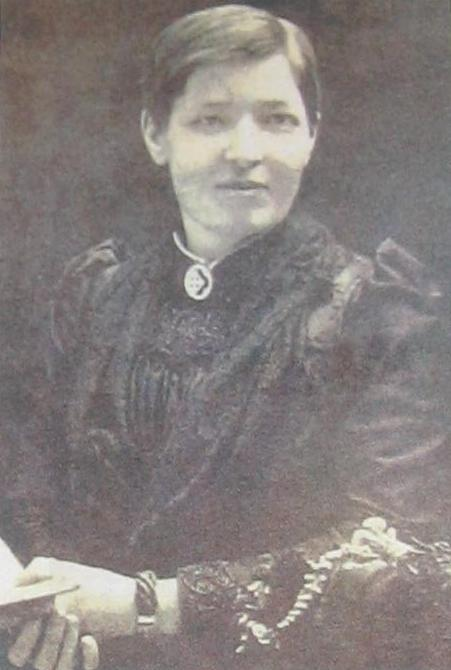
Mary Slessor

Mary Mitchell Slessor war eine schottische Missionarin, die im 19. Jahrhundert von der Vereinigten Presbyterianischen Kirche nach Nigeria geschickt wurde. Das Mary-Slessor-Haus, das um 1880 in Akpap Village, Calabar, Cross River State, errichtet wurde, ist eines der Denkmäler, die ihrem Andenken gewidmet sind.
Ursprünglich war das Haus ein Lehmhaus mit zwei Schlafzimmern, einer Veranda, einem Laden und einer Stube. Sie bezeichnete es als „Wohnwagen“, aber die Einheimischen nannten es „good pass all“. Im Jahr 1889 wurde Mr. Owens, ein Zimmermann der Mission, beauftragt, eine dauerhaftere Struktur für sie zu errichten. Die Wände bestanden aus Eisenplatten mit Holztüren und -fenstern.
Als Südnigeria britisches Protektorat wurde, fungierte Miss Slessor als weiblicher Magistrat und geschickte diplomatische Botschafterin. Für ihren Einsatz in Okoyong erhielt sie den Efik-Namen Obongawan Okoyong (Königin von Okoyong).
Sie war auch maßgeblich an der Gründung der Hope Waddell Training Institution in Calabar beteiligt, das Efiks eine Berufsausbildung ermöglichte. Miss Slessor gilt weithin als Heldin der nigerianischen Geschichte, und das Mary-Slessor-Haus steht als historische Stätte zu Ehren der Missionarin in Ekenge, Calabar, Cross River State.

#### Chief Ekpo Bassey's House
Dieses alte Haus in der Boko Street Nr. 19 in Calabar zeichnet sich durch seine Geschichte und den Wohlstand von Häuptling Ekpo Bassey aus, der ein Königsmacher des Efik-Stammes und ein Politiker während der Kolonialzeit war. Teile des Hauses sollen aus England importiert und dann an seinem heutigen Standort befestigt worden sein. Das Haus wurde 1959 zum nationalen Denkmal erklärt, als die Regierung es übernahm, um es für Bildungs- und Tourismuszwecke zu erhalten.

#### Dukes Town Church
Wenn von den ältesten Kirchen in Nigeria die Rede ist, wird die Duke Town Church in der Altstadt von Calabar genannt, weil sie der erste Ort ist, an dem das Christentum seit der Ankunft der Missionare in Calabar gelehrt wurde. Diese presbyterianische Kirche wurde Anfang des 19. Jahrhunderts unter der Leitung von Reverend Hope Waddell erbaut, der ein medizinischer Missionar aus Irland war. Sein Aufenthalt in Calabar war denkwürdig, da er sich an der Seite von Mary Slessor für die Abschaffung der Zwillingstötung, die Behandlung der Cholera mit Kalomel und die Erziehung der Menschen zum Lesen und Schreiben in englischer Sprache einsetzte. Die Höhe der Kirche ermöglicht es dem Besucher, auf das oberste Stockwerk zu klettern und die Umgebung, einschließlich Mary Slessors Grab und den Flower Creek, zu betrachten.

#### Duke Town Hall
Das heutige Magistratsgericht war vor der Kolonialzeit ein Rathaus, das auch als Ekpe-Lodge genutzt wurde, und der dortige "Itiat Ekpe" stellt dies dar. Vor der Einrichtung der Kolonialverwaltung entschied der Hof des Königs über alle Angelegenheiten, manchmal in Verbindung mit der Ekpe-Bruderschaft. Mit der Einrichtung der Verwaltung von Bright of Benin und der Bucht von Biafra und der Ernennung von Sir John Beecroft zum ersten britischen Konsul wurde 1849 von ihm der Gerichtshof für Gerechtigkeit eingerichtet. Das Gericht befasste sich hauptsächlich mit Streitigkeiten, die sich aus geschäftlichen Transaktionen ergaben, sowie mit Angelegenheiten des sozialen Umgangs zwischen den britischen Untertanen und den Gemeinschaften des Gastlandes. Die Könige und Häuptlinge von Old Calabar hatten das Gefühl, dass sie allmählich ihre Autorität, ihr Einkommen und ihre Kontrolle an den schnell wachsenden kolonialen Einfluss verloren. Der daraus resultierende Interessenkonflikt führte zu mehreren Protesten der Gastgemeinden. Um die Konflikte zu lösen, wandte die britische Verwaltung das System der "indirekten Herrschaft" an, um die Könige und Häuptlinge zu beschwichtigen und den Gastgemeinden taktvoll, langsam und sicher die Macht zu entreißen.

### Parks / Resorts

#### Millennium-Park
Der Millennium-Park in Calabar ist ein Vergnügungspark, der als berühmtes Symbol der Stadt dient und verschiedene Freizeitmöglichkeiten für Kinder und Erwachsene bietet. Der Millennium-Park mit seinem hübschen und attraktiven Garten und den Arkaden ist ein wichtiges Ausflugsziel für Erstbesucher. Geschmackvoll dekoriert, um die reiche Geschichte und Kultur von Cross River kunstvoll zu präsentieren und zu verschönern, bietet er eine ausgezeichnete Kulisse für unbeschwerte Momente. Der Millennium-Park ist schön angelegt und verwaltet und ergänzt die Schönheit und das Tourismuskonzept der Stadt Calabar.

#### Tortuga Island
Tortuga Island befindet sich im Calabar Marina Resort (siehe unten). Es ist ein Gebiet mit drei beliebten Bars im Plantagenstil. Die kolonial inspirierten Themenbars liegen in wunderschönen Landschaftsgärten und bieten einen Panoramablick auf den Fluss.
Das berühmte Tortuga Island ist ein Sitzbereich innerhalb des Resorts. Die Betreiber schwärmen von einem Cocktail bei Sonnenuntergang und einem köstlichen Abendessen mit gegrilltem Fleisch. Man kann „aus einer gut bestückten Bar bestellen und fachmännisch gebratenen Fisch sowie einige andere Köstlichkeiten genießen“.

#### Tinapa Resort und Monorail
Das Tinapa Resort scheint während der Covid-Epidemie dem Verfall anheimgefallen zu sein. Bilder auf einer Reisewebseite zeigen geborstene Fenster und diverse Pionierpflanzen rund um das leerstehende Gebäude. Der Verfall betrifft auch die auf dem Gelände befindliche Monorail von Calabar, die einstmals die erste ihrer Art in Afrika war.

#### Marina Resort

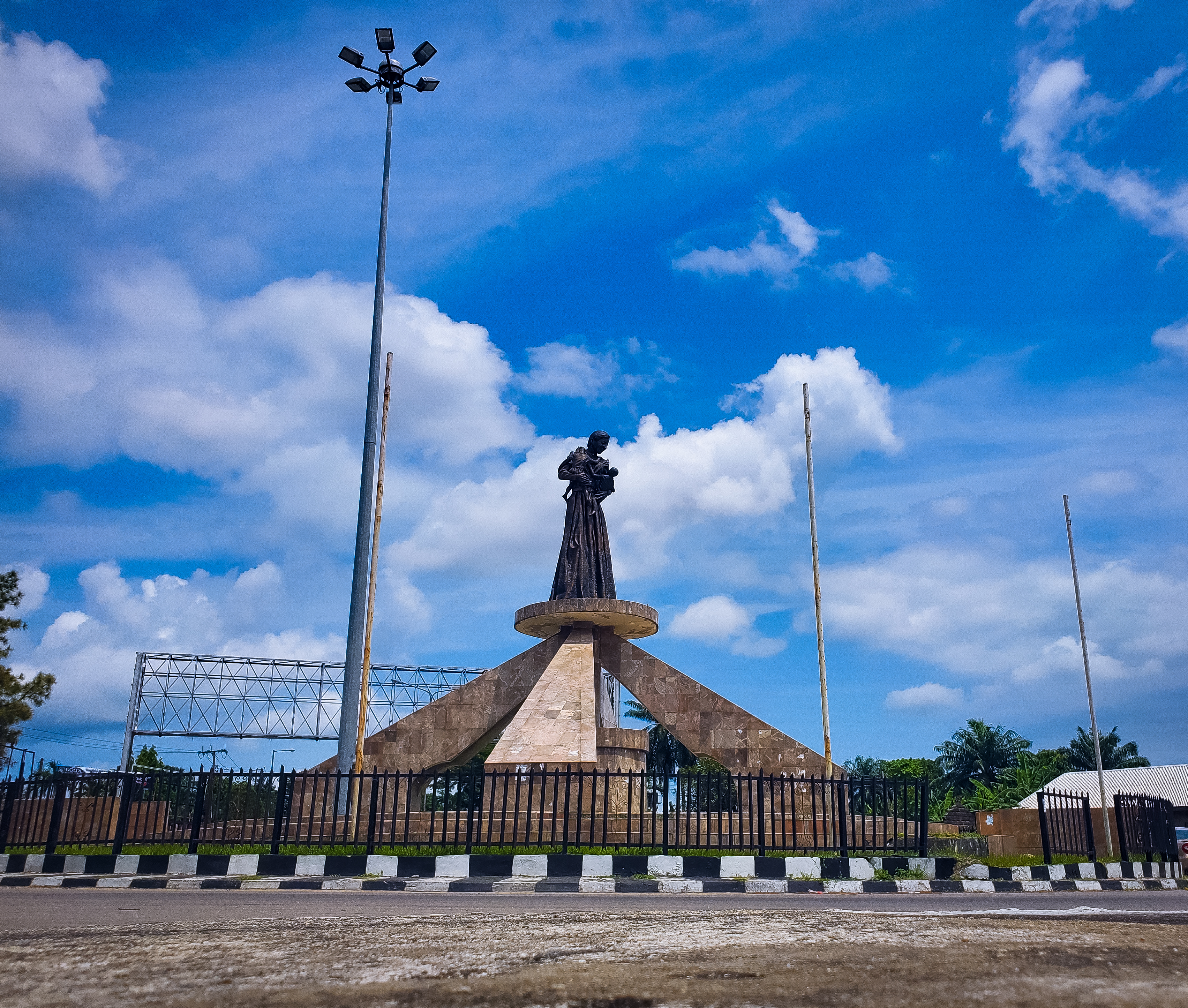
Mary Slessor-Statue im gleichnamigen Kreisel

Das Resort beherbergt Gebäude aus der Kolonialzeit und moderne Einrichtungen wie das Sklavenmuseum (siehe oben), eine Fahrt mit dem Schnellboot (das zur Zwillingsinsel fahren kann), Gokarts auf dem Parkplatz, ein Pferdekarussell, ein Filmtheater (das einzige in Calabar, aber nicht sehr groß) und Nachtclubs. In der Tortuga Island Bar und der Pier Bar haben die Besucher in entspannter Atmosphäre einen seltenen Blick auf den schönen Calabar River.

### Monumente

#### Mary Slessor-Statue
Die Mary Slessor-Statue in der Mitte des nach ihr benannten Kreisels zeigt die Missionarin mit Zwillingen im Arm. Überlieferungen zufolge rettete die gebürtige Schottin ausgesetzte Zwillinge und brachte sie auf der "Zwillingsinsel" groß, wodurch Einheimische erkannten, dass deren Überleben keineswegs Katastrophen mit sich bringen würde, wie es der heimische Aberglaube behauptete. Mary Slessor gab den geretteten Kindern ihren Familiennamen, wodurch der Nachname Slessor in Calabar häufig zu finden ist. Die Missionarin erreichte ihren Durchbruch, als eine Prinzessin im Königshaus Zwillinge zur Welt brachte. Der König beschloss, die Kinder am Leben zu lassen und gab ihnen die Namen Duke und Henshaw, zwei weitere Namen, die man in Calabar häufig findet.

### Drill Rehabilitation Center

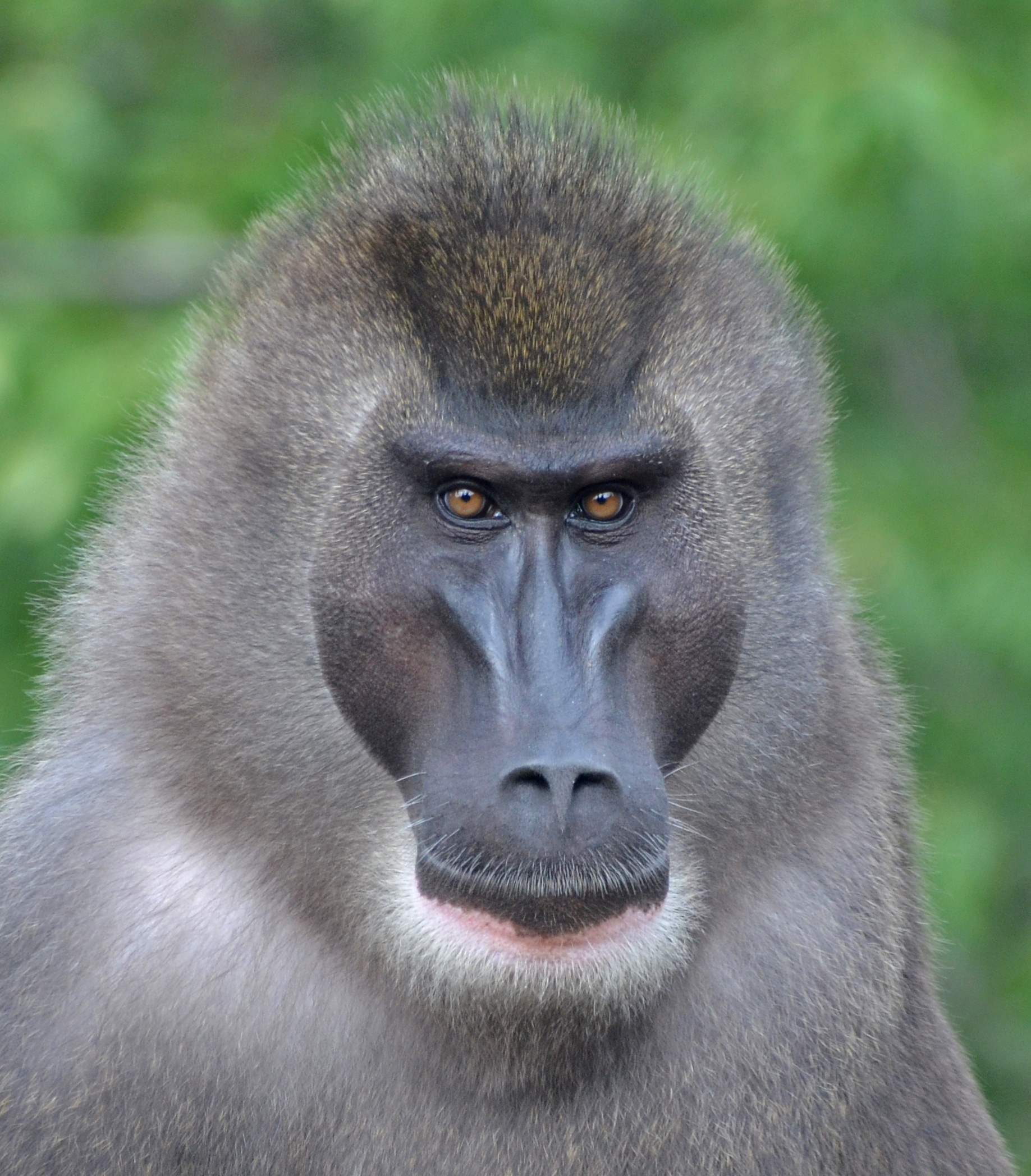
Drill

Das Naturreservat Drill Rehabilitation Center befindet sich in Calabar. Das DRBC wurde 1991 gegründet und ist das erste Rehabilitationsprojekt für Primaten in der Region. Durch die Jagd verwaiste Drills werden von lokalen Bürgern gespendet oder nach der Beschlagnahmung durch die Behörden übergeben; es werden keine Tiere gekauft oder aus der Wildnis entnommen. Mehr als 75 Drills wurden gerettet und nach einer gründlichen medizinischen Untersuchung wieder mit Artgenossen zusammengebracht. In westlichen Zoos haben sich die Drills nur schlecht fortgepflanzt, aber das DRBC verzeichnete über 250 Geburten von rehabilitierten, in freier Wildbahn geborenen Elterntieren und deren Nachkommen, was das Projekt zum weltweit erfolgreichsten Zuchtprogramm für einen gefährdeten Primaten in Gefangenschaft macht. Heute leben 286 Drills in 6 Familiengruppen, jede in ihrem eigenen natürlichen Lebensraum in einem bis zu 9 ha großen elektrifizierten Gehege. Es ist geplant, die erste Gruppe wieder in die freie Wildbahn zu entlassen. Die Drill Ranch beherbergt auch 28 verwaiste Schimpansen. Als engste Verwandte des Menschen tragen die Schimpansen in hohem Maße zur Aufklärung der Besucher bei, indem sie das Interesse und die Sympathie für die Tierwelt wecken. Das Projekt hat zwei Standorte. Der ursprüngliche Standort in Calabar, der Hauptstadt des Staates Cross River, ist der Ort, an dem alles begann. Heute dient die „Drill Ranch Calabar“ als Hauptsitz des Projekts, als Büro, als Quarantänestation für neue Tiere und als tierärztliche Praxis sowie als Unterkunft für die Leiter und die wechselnden ehrenamtlichen Mitarbeiter. Eine der 6 Drill-Zuchtgruppen des Projekts befindet sich ebenfalls hier, so dass jeder, der in der Landeshauptstadt lebt oder sie besucht, die Möglichkeit hat, Drills zu sehen. Diese Gruppe umfasst inzwischen 39 Tiere in 4 Generationen, darunter den ersten Drill. Die Drill Ranch Calabar beherbergt auch eine Schimpansenaufzuchtstation – die jüngsten Schimpansen des Projekts leben hier, wo sie rund um die Uhr betreut und beaufsichtigt werden, bevor sie im Alter von 6–8 Jahren auf die Afi-Ranch umziehen.

### In der Umgebung
Unweit Calabar lassen sich die Kwa-Wasserfälle besuchen (auf ca. 15 km Abstand), Ibeno Beach (30 km Abstand) und der Cross River National Park. Diese drei Attraktionen sind auf Tourismus-Webseiten die beliebtesten in Calabar.

#### Kwa-Wasserfälle

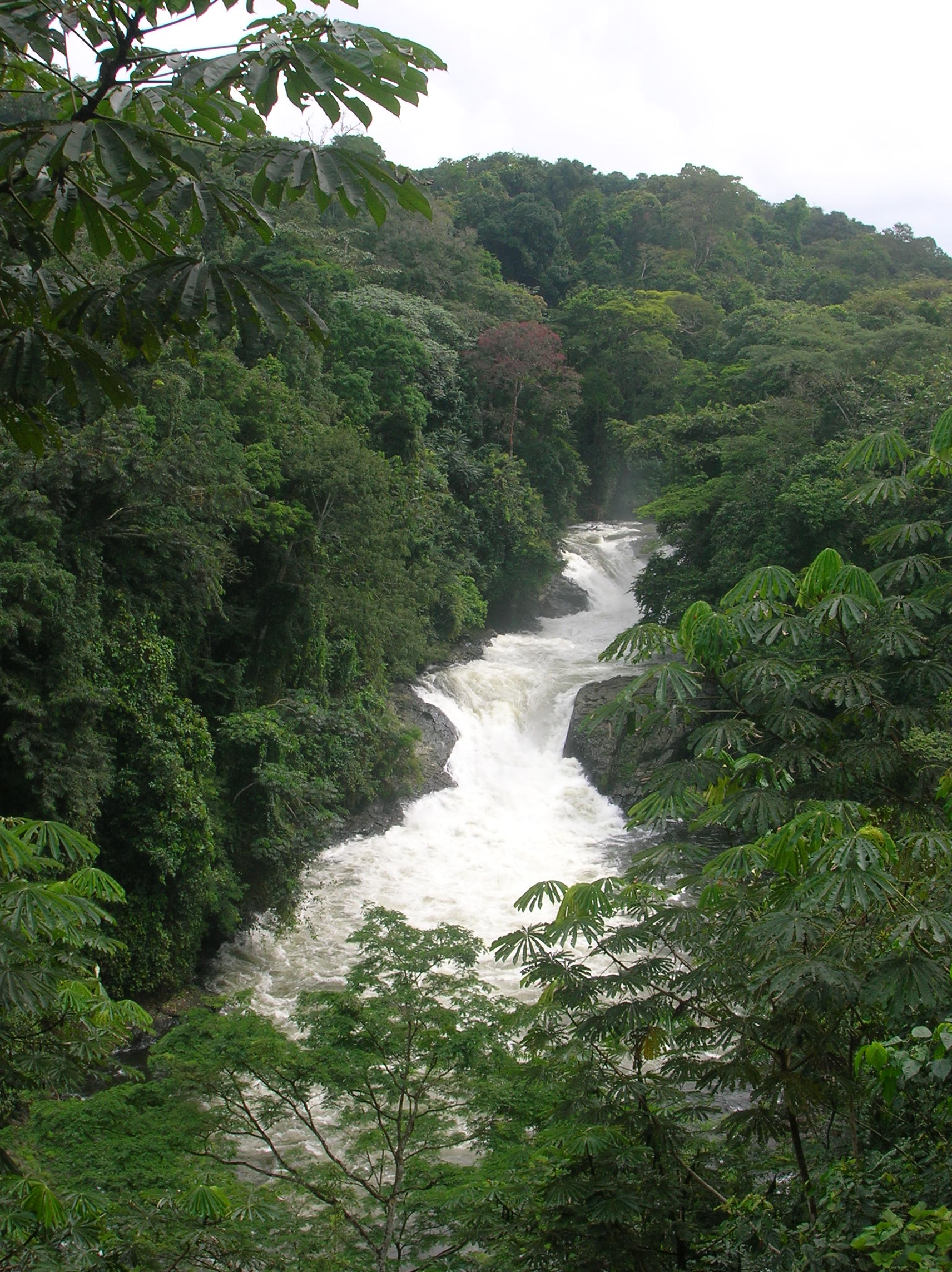
Die Kwa-Wasserfälle

Der Kwa-Wasserfall ist ein eindrucksvoller Wasserfall, der sich durch eine enge, steile Schlucht von oben nach unten auszeichnet. Das glitzernde Wasser stürzt in die Tiefe und bildet einen Pool, der sich ideal für eine Vielzahl von Wassersportarten eignet. Hier kann jeder baden gehen.

#### Ibeno Beach

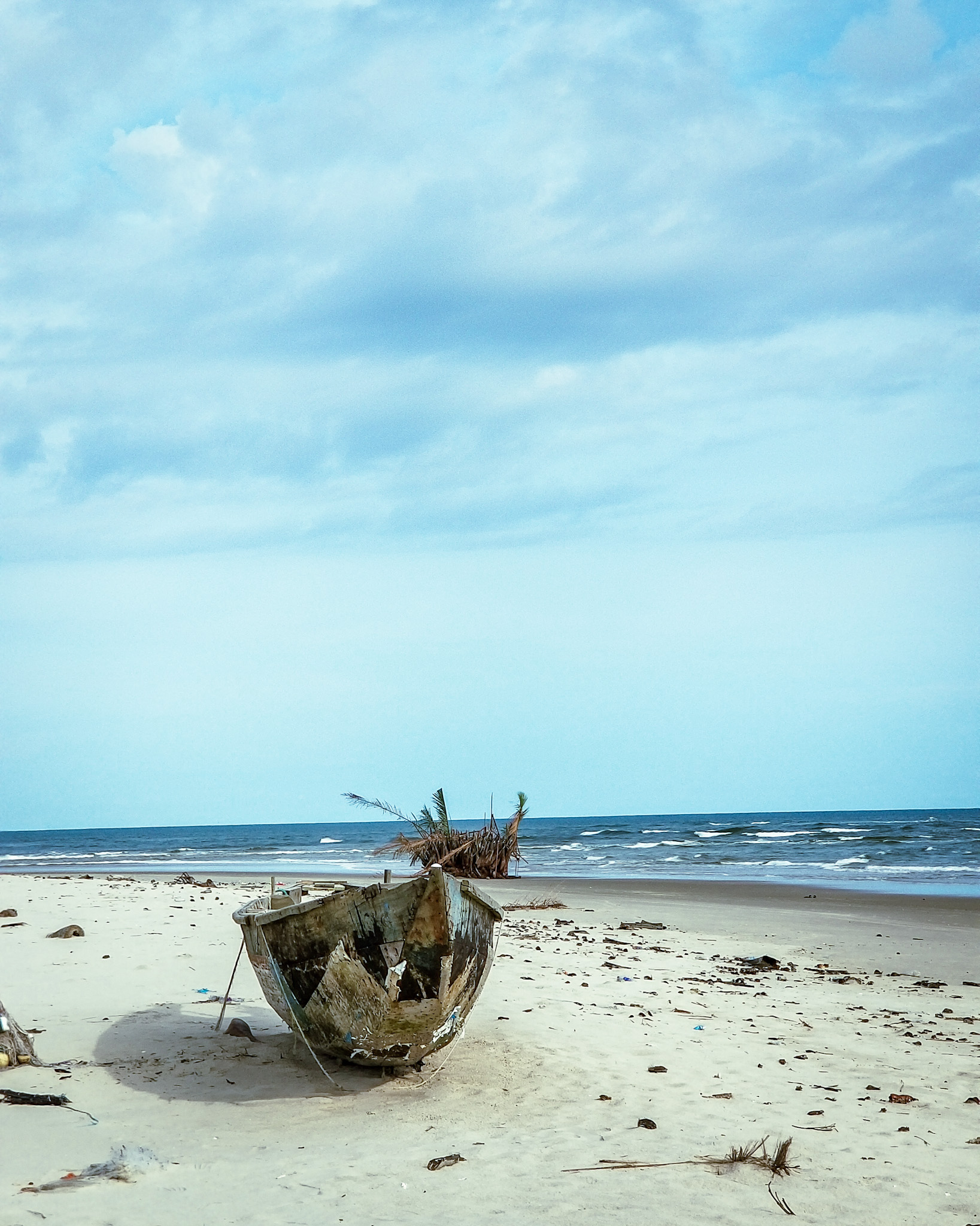
Ibeno Beach

Ibeno Beach ist einer der Strände am Atlantischen Ozean entlang der Küstenlinie von Ibeno im Bundesstaat Akwa Ibom. Er ist der längste Sandstrand Westafrikas. Der Ibeno Beach erstreckt sich über eine Länge von etwa 30 Kilometern von Ibeno bis James Town entlang der Atlantikküste des nigerianischen Bundesstaates Akwa Ibom. Mit seiner schönen Küste bietet Ibeno endlose natürliche Möglichkeiten für Tourismus, Wassersport, Strandfußball und Bootsfahrten. Vlogger Tayo Aina spricht vom „bestgehüteten Geheimnis von Akwa Ibom“.

#### Cross River National Park

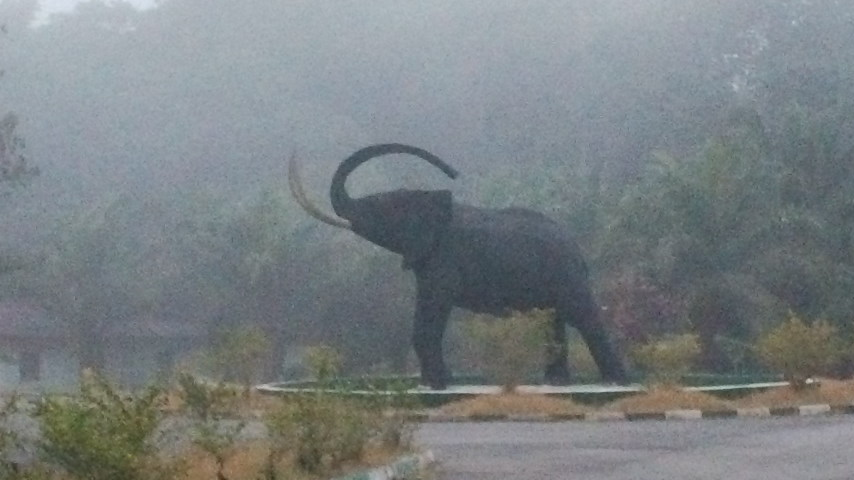
Cross River National Park

Der Cross River National Park liegt nordöstlich von Calabar und grenzt an Kamerun. Die nigerianische Bundesregierung wirbt um Investoren, um das Potenzial des Ökotourismus in diesem und anderen Nationalparks zu erschließen. Der Park steht unter dem Motto „The Pride Of Nigeria“. Das Kanyang-Touristendorf, etwa eine Autostunde von Calabar entfernt, wird den Besuchern einen Ausgangspunkt für die Besichtigung des Parks bieten und über eine Lodge, ein Restaurant und ein Wildtiermuseum verfügen. Zu den Aktivitäten gehören Wildbeobachtung, Vogelbeobachtung, Gorillatracking, Bergsteigen oder Wandern, Sportfischen, Bootsfahrten und der Botanische Garten und das Herbarium in Butatong.
Zu den Attraktionen gehören die Kwa-Wasserfälle (siehe oben). Die Agbokim-Wasserfälle am Cross River stürzen in etwa 7 Stufen über eine Klippe in den tropischen Regenwald. Es gibt einen kleinen zoologischen Garten mit in Nigeria seltenen Tierarten, der dazu beigetragen hat, einige seltene Arten vor dem Aussterben zu bewahren.

## Festivals

### Karneval im Dezember
Im Dezember jeden Jahres findet der Karneval von Calabar statt, für den die alte Hafenstadt bekannt ist. Man hat mit den teilnehmenden Tanzschulen und den phantasievollen Kostümen offenbar Anleihen in Brasilien genommen, den Samba allerdings durch Afrobeats ersetzt.
Der Karneval von Calabar zieht sich über den gesamten Kalendermonat Dezember hin und gliedert sich in:
- den Karneval der (afrikanischen) Traditionen[18],
- den Kinderkarneval[18],
- den Hauptkarneval[18] und
- den Motorradfahrer-Karneval (Bikers Carneval).[18]

Der Karneval geht einher mit Partys wie der Calasvegas Party, der Old School Party und der White Party. Außerdem findet parallel eine Miss-Africa-Wahl statt. Nach einem tödlichen Unfall bei der Bikers Parade durch einen alkoholisierten Autofahrer im Dezember 2022 wurden die Sicherheitsmaßnahmen beim Karneval von Calabar verschärft.

## Marinestützpunkt
Da die Einkünfte Nigerias beinahe ausschließlich vom Erdöl getragen werden und deren Vorkommen aus nationalen Gründen geschützt werden müssen, setzt die nigerianische Regierung von jeher auf eine starke Marine. Die Marine von Nigeria ist die einsatzkräftigste in West- und Zentralafrika.
Der nigerianische Flottenverband „Ost“ (Eastern Naval Command) hat seinen Stützpunkt in Calabar. Dazu gehören unter anderem:
- NNS VICTORY, eine Einsatzbasis in Calabar und
- die Flottenunterstützungsgruppe (Ost) in Calabar.[46]

Geplant ist ein Marineluftstützpunkt in Calabar.
Das Eastern Naval Command (ENC) ist das zweite Einsatzkommando der Nigerianischen Navy und deckt das Seegebiet vom Delta State bis zur nigerianisch-kamerunischen Grenze  und von der nigerianischen Küste bis zur Grenze der nigerianischen AWZ ab (Ausschließliche Wirtschaftszone).

## Bildung

### Universität

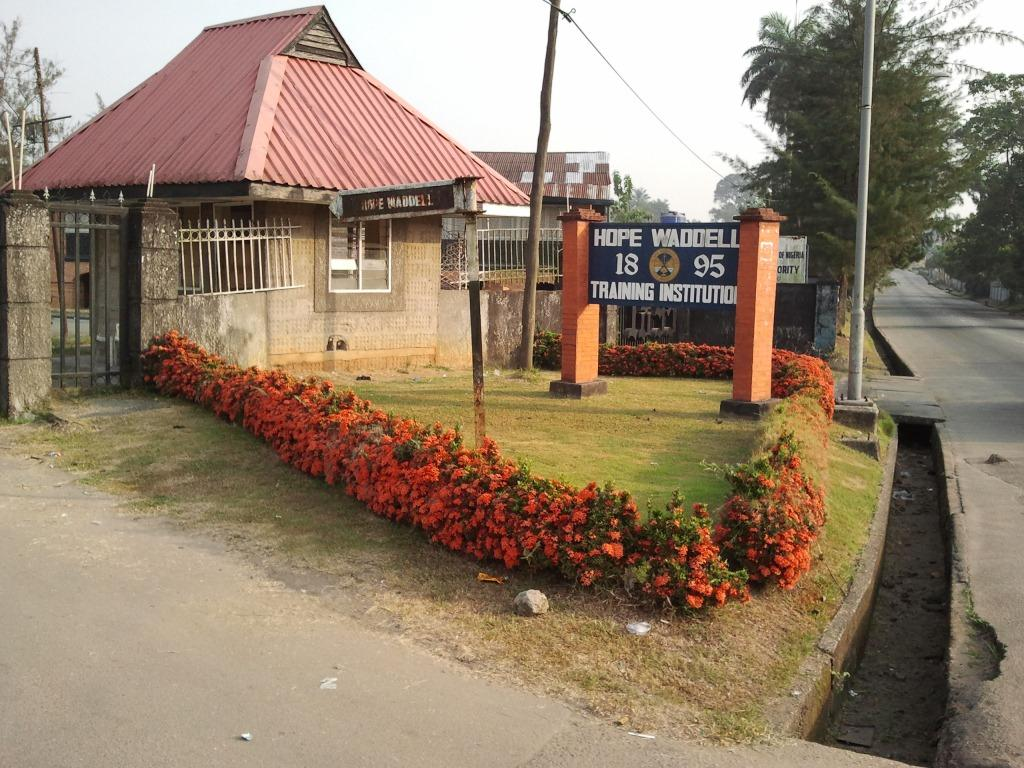
Die Hope Waddell Training Institution

Die University of Calabar gilt als eine der besten des Landes.

### Kadettenanstalt
Die nigerianische Marine unterhält eine Kadettenanstalt in Calabar.

### Highschool
Die 1895 gegründete Hope Waddell Training Institution wurde nach langer Vernachlässigung renoviert und fungiert wieder als Highschool. Nigerias erster Präsident Azikiwe erhielt hier seinen Sekundarabschluss.

## Krankenhäuser
Zu den besten Krankenhäusern (laut verschiedener Listen im Internet) gehören die University of Calabar Teaching Hospital und das Federal Psychiatric Hospital. Ersteres übernahm 1979 die Einrichtungen des damaligen St. Margaret's Hospital, das 1897 als erstes öffentliches Krankenhaus in Nigeria gegründet worden war. Die Einrichtungen des Entbindungszentrums des St. Margaret's Hospital wurden ebenfalls vom Krankenhaus übernommen.
Die nigerianische Marine unterhält ein Marinekrankenhaus in Calabar, das Nigerian Navy Reference Hospital. Das Referenzkrankenhaus der nigerianischen Marine ist laut eigener Angabe „eine der besten militärischen Gesundheitseinrichtungen in Nigeria. Es unterstreicht den hohen Stellenwert, den die nigerianische Marine der Bereitstellung einer hervorragenden Gesundheitsversorgung für die Mitglieder der Streitkräfte und die Gesellschaft insgesamt beimisst.“

## Söhne und Töchter der Stadt
- Hogan Bassey (1932–1998), Boxer im Federgewicht
- Okwui Enwezor (1963–2019), Kurator und Autor und Hochschullehrer
- Christopher Naseri (* 1970), römisch-katholischer Geistlicher und Weihbischof in Calabar
- Daniel Effiong (* 1972), Sprinter
- Misan Harriman (* 1977), nigerianisch-britischer Fotograf, Unternehmer, Aktivist und Filmregisseur
- Felix Ekpo (* 1981), Gewichtheber
- Patience Okon George (* 1991), Sprinterin
- Alaba Jonathan (* 1992), Fußballspielerin
- Gloria Ofoegbu (* 1992), Fußballspielerin
- Ini-Abasi Umotong (* 1994), Fußballspielerin
- Jonathan Okoronkwo (* 2003), Fußballspieler